# Inscharen (vee)
Inscharen is vee laten grazen op gemeenschappelijke gronden.
De term wordt ook gebruikt voor het, meestal tegen huur en voor een korte duur, laten grazen op plekken die niet in het bezit van de eigenaar van het vee is, of door hem wordt gepacht (pacht is voor meerdere jaren). Ook het tijdelijk verplaatsten, bijvoorbeeld naar het land van een buurman, wordt wel inscharen genoemd.